# 蝙蝠侠：复仇
《蝙蝠侠：复仇》（英語：Batman: Vengeance）是一部2001年的美国电子游戏，其在所有主要第六世代电子游戏机平台上发布的。由育碧软件联合华纳互动及DC漫画开发并发行。游戏设定基于蝙蝠侠新冒险电视系列（动画片）（蝙蝠侠：动画系列的续作）。